# Grammephorus
Grammephorus là một chi bọ cánh cứng trong họ 
Elateridae.
Chi này được miêu tả khoa học năm 1851 bởi Solier.

## Các loài
Các loài trong chi này gồm:
- Grammephorus candezei Fleutiaux, 1907
- Grammephorus fuscus (Solier, 1851)
- Grammephorus galapagoensis (Van Dyke, 1953)
- Grammephorus impressicollis (Solier, 1851)
- Grammephorus minor (Schwarz, 1904)
- Grammephorus niger Solier, 1851
- Grammephorus nigra (Solier, 1851)
- Grammephorus rufipennis Solier, 1851